# 자니 던컨
자니 덩컨(Johnny Duncan, 1923년 12월 7일 ~ 2016년 2월 8일)은 미국의 배우, 영화배우, 텔레비전 배우이다.
뉴욕에서 태어났다.

## 영화
- 스파타커스 (1960년)
- 주크 박스 리듬 (1959년)
- 락 어라운드 더 클락 (1956년)
- 케인호의 반란 (1954년) - 세일러 역
- 올 어쇼어 (1953년)
- 세인트 루이스의 자랑 (1952년)
- 다윗과 밧세바 (1951년)
- 비터 더 밴드 (1947년)
- 노 리브, 노 러브 (1946년)
- 아이리쉬 아이스 알 스마일링 (1944년)
- 스윙 피버 (1943년)
- 캠퍼스 리듬 (1943년)
- 갱스 올 히어 (1943년)